# اینشتین (دهانه)
اینشتین یک دهانه برخوردی در ماه است.

## دهانه‌های اقماری
این دهانه ۳ دهانه اقماری دارد.
| Einstein | عرض جغرافیایی | طول جغرافیایی | قطر          |
| -------- | ------------- | ------------- | ------------ |
| A        | ۱۶٫۷° N       | ۸۸٫۲° W       | ۵۱٫۰ کیلومتر |
| S        | ۱۵٫۱° N       | ۹۱٫۵° W       | ۲۰٫۰ کیلومتر |
| R        | ۱۳٫۹° N       | ۹۱٫۸° W       | ۲۰٫۰ کیلومتر |